# 시미즈 미치코
시미즈 미치코(清水ミチコ, 1960년 1월 27일 ~ )은 모노마네를 주특기로 하는 일본의 탤런트, 배우이다. 기후현 다카야마시 출신으로, 결혼 이후 성이 사카타(坂田)로 바뀌었으나 현재의 예명을 그대로 사용하고 있다. 본명은 사카타 미치코(坂田 美智子).
모노마네의 스페셜리스트로 잘 알려져 있으며, 다양한 레퍼토리를 가지고 있다. 특히 피아노를 치면서 모노마네를 하는 레퍼토리가 잘 알려져 있으며, 가오마네(얼굴 흉내)도 수준급이다. 모노마네를 수록한 CD나 가오마네 사진을 실은 책도 낸 바 있으며, 버라이어티 이외에도 드라마나 영화에도 종종 출연한다. 가정 과목 중등교사 면허를 가지고 있다.
소학교 시절부터 시작한 모노마네는, 중학교와 고등학교를 거치면서 야노 아키코, 모모이 가오리, 마쓰토야 유미, 모리야마 료코 등의 주 레퍼토리를 구축하였다. 단기 대학에 입학하면서 라디오 프로그램에 이야기를 보내는 일이 있었고, 이것이 방송을 타면서 자신감을 얻었다. 아르바이트로 일하던 곳의 주인이 아는 사람이 방송 작가를 모집하던 것을 계기로, 1983년에 라디오 프로그램의 방송작가 겸 출연자가 되었다.
1986년에는 라이브를 시작하고, 독특한 캐릭터와 함께 훌륭한 모노마네가 인정을 받아 1987년에는 후지 텔레비전의 신인 발굴 프로그램을 통해 본격적으로 데뷔한다. 같은 해에 프리 디렉터인 사카타 유키오미(坂田幸臣)와 결혼했다.

## 출연 작품

### 영화
- 용과 주근깨 공주 (2021년) - 키타씨 역
- 금지된 장난 (2023년) - 무라타 사치 역

## 주요 모노마네·가오마네 캐릭터
- 아이카와 쇼
- 아키카와 리사
- 아그네스 챤
- 아야도 치에
- 안도 유코
- 이노우에 요스이
- 우타다 히카루
- 에나리 카즈키
- 오타케 시노부
- 오구라 유코
- 오니즈카 치히로
- Gackt
- 구마다 요코
- 구로키 히토미
- 구로야나기 데쓰코
- 고다 구미
- 사쿠라다 준코
- 주디 옹
- 스기모토 아야
- 다나카 마키코
- 다니 료코
- CHARA
- 데뷔 부인
- 도이 다카코
- 나가사와 마사미
- 나카지마 미유키
- 나가부치 쓰요시
- 나카마 유키에
- 나카모리 아키나
- 하마사키 아유미
- 히토토 요
- 히라노 레미
- 히라하라 아야카
- 팩스 송신음
- 마쓰다 세이코
- 마쓰 다카코
- 마쓰토야 유미
- 미소라 히바리
- 모모이 카오리
- 모리야마 료코
- 야노 아키코
- 야마구치 모에
- 야마구치 모모에
- 야마세 마미
- 와타나베 마치코